# Олімпійський стадіон ім. Люїса Кумпаньша
Олімпі́йський стадіо́н ім. Люї́са Кумпа́ньша (кат. Estadi Olímpic Lluís Companys), раніше відомий як Стадіо́н «Монтжуї́к» (кат. Estadi de Montjuïc) та Олімпі́йський стадіо́н «Монтжуї́к» (кат. Estadi Olímpic de Montjuïc) — стадіон у Барселоні Каталонія, Іспанія. Побудований 1927 року для Всесвітньої виставки 1929 року в місті (та заявки Барселони на проведення літніх Олімпійських ігор 1936 року, яка була передана Берліну), стадіон був реконструйований у 1989 році, щоб стати головним стадіоном для літніх Олімпійських ігор 1992 року та літніх Паралімпійських ігор 1992 року. Стадіон приймав домашні ігри ФК «Барселона» у сезонах 2023–24 та 2024–25 через реконструкцію стадіону «Камп Ноу».
Вміщає 55 926 глядачів (67 007 під час Олімпіади 1992 року) і є шостим за місткістю стадіоном в Іспанії та другим за місткістю в Каталонії.
Стадіон розташований на великій горі Монтжуїк, на південний захід від міста, з якого відкривається вид на гавань. Названо на честь Люїса Кумпаньша, каталонського політика, одного з лідерів Каталонії в 1930-х.